# Back from the Dead (album, Obituary)
Back from the Dead (česky Návrat z mrtvých) je páté studiové album americké death metalové skupiny Obituary. Vydáno bylo v roce 1997 hudebním vydavatelstvím Roadrunner Records. Bylo nahráno ve studiu Criteria Recording Studios ve floridském Miami ve spolupráci s producentem Jamie Lockem, poprvé tak nebylo pod taktovkou dlouholetého producenta Scotta Burnse. Nahrávání alba společně s mixáží trvalo 24 dní.
Vyšlo i ve formě CD-ROM s multimediálním obsahem.

## Seznam skladeb
1. "Threatening Skies" – 2:19
2. "By the Light" – 2:55
3. "Inverted" – 2:53
4. "Platonic Disease" – 4:06
5. "Download" – 2:45
6. "Rewind" – 4:03
7. "Feed on the Weak" – 4:15
8. "Lockdown" – 4:11
9. "Pressure Point" – 2:25
10. "Back from the Dead" – 5:12
11. "Bullituary" (remix) – (feat. DJ Diablo D a Skinner T) – (Obituary/Diablo D/Skinner T) – 3:43

## Sestava
- John Tardy – vokály
- Allen West – kytara
- Trevor Peres – kytara
- Frank Watkins – baskytara
- Donald Tardy – bicí